# أوليفر كوتن
أوليفر كوتن (بالإنجليزية: Oliver Cotton)‏ هو ممثل بريطاني، ولد في 20 يونيو 1944 في لندن في المملكة المتحدة.

## وصلات خارجية
- أوليفر كوتن على موقع IMDb (الإنجليزية)
- أوليفر كوتن على موقع ألو سيني (الفرنسية)
- أوليفر كوتن على موقع قاعدة بيانات الفيلم (الإنجليزية)